# Edwin Mellor Southern
Edwin Mellor Southern (Burnley, 7 giugno 1938) è un biologo britannico vincitore del Premio Lasker, Professore Emerito di Biochimica all'Università di Oxford e membro del Trinity College.
È principalmente conosciuto per l'invenzione del Southern blot, pubblicato nel 1975 e diventato una comune procedura di laboratorio nell'analisi del DNA.